# Teresa Werner
Teresa Werner (ur. 10 marca 1958 w Nakle Śląskim) – polska piosenkarka.

## Życiorys
Zadebiutowała w wieku 16 lat w Zespole Pieśni i Tańca „Śląsk”, w którym występowała 32 lata i 8 miesięcy, będąc najdłużej występującą artystką. Jako solistka zespołu występowała m.in. w Stanach Zjednoczonych (w nowojorskich Carnegie Hall i na Broadwayu), Japonii i Chinach. W 1991 reprezentowała „Śląsk” na Festiwalu Piosenki Ludowej w Republice Południowej Afryki, na którym zajęła pierwsze miejsce.
Karierę solową rozpoczęła w 2011 wydaniem singla „Miłość jest piękna” w Wydawnictwie Muzycznym Eska. Wkrótce wydała album pt. Spełnić marzenia, który uzyskał status platynowej płyty.
W 2013 była gościem Międzynarodowego Festiwalu „Večeri dalmatinske šansone” w Szybeniku, a za swój występ uzyskała pozytywne reakcje wśród chorwackich recenzentów. W 2018 została odznaczona przez Ministra Kultury i Dziedzictwa Narodowego odznaką honorową „Zasłużony dla Kultury Polskiej”. Od października 2020 w Polo TV prowadzi program Koncert życzeń z Teresą Werner.

## Życie prywatne
Z pierwszego małżeństwa ma córkę, Joannę. Od 2010 jej mężem jest Wiesław Werner. Mieszka w Koszęcinie.

## Dyskografia
- 2013: Spełnić marzenia (CD)
- 2013: Teresa Werner prezentuje – Vol. 1 (CD)
- 2013: Moja historia (DVD)
- 2013: Złoty Koncert (DVD)
- 2014: Szczęśliwe chwile (CD)
- 2015: Najpiękniejsze Kolędy śpiewa Teresa Werner (CD)
- 2016: Miłość to nie zabawa (CD)
- 2020: Sekret miłości (CD)

## Teledyski
- 2011: Miłość jest piękna (autor klipu: Mateusz Adamski)
- 2011: Spełnić marzenia (autor klipu: Mateusz Adamski)
- 2012: Dałabym Ci dała (autor klipu: Mateusz Adamski)
- 2012: Tu non llores mi querida (duet z Goranem Karanem, autor klipu: Sylwia Trytko, Jacek Trytko)
- 2012: Trzeba zacząć żyć (autor klipu: Sylwia Trytko, Jacek Trytko)
- 2012: Dwa słowa miłości (autor klipu: Sylwia Trytko, Jacek Trytko)
- 2012: Zawsze razem (autor klipu: Sylwia Trytko, Jacek Trytko)
- 2012: Bionda bella bionda (autor klipu: Sylwia Trytko, Jacek Trytko)
- 2012: Kochany czekam tu (autor klipu: Sylwia Trytko, Jacek Trytko)
- 2012: Cudowne chwile (autor klipu: Sylwia Trytko, Jacek Trytko)
- 2012: Gdy śliczna Panna (autor klipu: Grzegorz Lis)
- 2012: Takni me (duet z Goranem Karanem, autor klipu: Sylwia Trytko, Jacek Trytko)
- 2013: „Kocham swoje morze” (Sylwia Trytko, Jacek Trytko)
- 2013: „Już mi minęło szesnaście latek”
- 2013: „Powiadają, żem jest ładna”
- 2014: „Szczęśliwi we dwoje” (autor klipu: Sylwia Trytko, Jacek Trytko)
- 2014: „Čuvaj mi ga Bože” (autor klipu: Mateusz Adamski)[11]
- 2014: „Lulajże Jezuniu”
- 2015: „Tylko Ty” (autor klipu: Mateusz Adamski)[12]
- 2015: „Gdy brak miłości” (duet z Goranem Karanem, autor klipu: Mateusz Adamski)
- 2015: „Żegnaj ukochany” (autor klipu: Mateusz Adamski)

## Nagrody i wyróżnienia
- 2011: Wykonawca Roku 2011 LŚS Telewizji TVS
- 2012: Wykonawca Roku 2012 LŚS Telewizji TVS
- 2012: Przebój Roku 2012 LŚS Telewizji TVS za utwór „Dałabym Ci dała”
- 2013: tytuł Doktora Honoris Causa przyznany przez Radę Ekspertów Międzynarodowego Intelektualnego Społeczeństwa Niezależnego Międzynarodowego PEN
- 2013: Odznaka honorowa Zasłużony dla Kultury Polskiej
- 2013: Wykonawca Roku 2013 LŚS Telewizji TVS
- 2013: Przebój Roku 2013 LŚS Telewizji TVS za utwór „Kocham swoje morze”
- 2014: Wykonawca Roku 2014 LŚS Telewizji TVS[13]